# ألفري وودارد
ألفريه دارد (بالإنجليزية: Alfre Woodard)‏ مواليد 8 نوفمبر 1952 في تلسا، أوكلاهوما، الولايات المتحدة، هي ممثلة ومنتجة أمريكية بدأت مسيرتها الفنية عام 1978. كما أنها من الفائزات بجائزة إيمي وجائزة غولدن غلوب. درست في جامعة بوسطن.

## وصلات خارجية
- ألفري وودارد على موقع IMDb (الإنجليزية)
- ألفري وودارد على موقع الموسوعة البريطانية (الإنجليزية)
- ألفري وودارد على موقع ألو سيني (الفرنسية)
- ألفري وودارد على موقع ميوزك برينز (الإنجليزية)
- ألفري وودارد على موقع تيرنر كلاسيك موفيز (الإنجليزية)
- ألفري وودارد على موقع أول موفي (الإنجليزية)
- ألفري وودارد على موقع قاعدة بيانات برودواي على الإنترنت (الإنجليزية)
- ألفري وودارد على موقع قاعدة بيانات الأفلام السويدية (السويدية)
- ألفري وودارد على موقع إن إن دي بي (الإنجليزية)
- ألفري وودارد على موقع قاعدة بيانات الفيلم (الإنجليزية)